# 340 on the Park
340 on the Park est un immeuble résidentiel situé à l'est du Loop de Chicago dont la construction fut achevée en 2007.
Il est, en 2009, le second plus haut bâtiment résidentiel de Chicago, après le One Museum Park. L'immeuble, composé de 64 niveaux, fait 205 mètres de haut.
Il a été dessiné par le bureau d'architectes Solomon Cordwell Buenz et construit par Magellan Development.